# Schnersheim
Schnersheim település Franciaországban, Bas-Rhin megyében. Lakosainak száma 1829 fő (2022. január 1.). Schnersheim Durningen, Berstett, Dossenheim-Kochersberg, Fessenheim-le-Bas, Neugartheim-Ittlenheim, Willgottheim, Wiwersheim és Truchtersheim községekkel határos.

## Népesség
A település népessége az elmúlt években az alábbi módon változott:
| Lakosok száma | 1463 | 1493 | 1582 | 1613 | 1673 | 1713 | 1783 | 1804 | 1829 |
|               | 2013 | 2015 | 2016 | 2017 | 2018 | 2019 | 2020 | 2021 | 2022 |